# Csapó György (labdarúgó)
Csapó György (Temesvár, 1924. – ? ) labdarúgó, csatár, jobbszélső.

## Pályafutása
Az 1943–44-es idényben a Nagyváradi AC csapatában mutatkozott be az élvonalban. Első bajnoki mérkőzése 1944 március 5-én volt a Nagyvárad–Salgótarján 1–0-s találkozón. 1944. május 14-én a DIMÁVAG–Nagyvárad 4–3-as mérkőzésen is a kezdőcsapat tagja volt.

## Sikerei, díjai
- Magyar bajnokság
  - bajnok: 1943–44